# Miller megye (Missouri)
Miller megye az Amerikai Egyesült Államokban, azon belül Missouri államban található. Megyeszékhelye Tuscumbia, legnagyobb városa Eldon. Lakosainak száma 24 722 fő (2020. április 1.). Miller megye Moniteau, Cole, Osage, Maries, Pulaski, Camden és Morgan megyékkel határos.

## Népesség
A megye népességének változása:
| Lakosok száma | 24 716 | 24 859 | 24 810 | 25 092 | 25 113 | 24 722 |
|               | 2010   | 2011   | 2012   | 2013   | 2015   | 2020   |